# 강멧돼지속
강멧돼지속(Potamochoerus)은 우제목/경우제목 멧돼지과에 속하는 포유류 속 중 하나이다.

## 하위 종
- 강멧돼지 (Potamochoerus larvatus)
- 덤불멧돼지 (Potamochoerus porcus)